# Smoljanovci
Smoljanovci falu Horvátországban, Pozsega-Szlavónia megyében. Közigazgatásilag Velikéhez tartozik.

## Fekvése
Pozsegától légvonalban 14, közúton 16 km-re északnyugatra, községközpontjától légvonalban 7, közúton 14 km-re nyugatra, a Papuk-hegység déli lejtőin fekszik.

## Története
A török uralom idején keletkezett Boszniából érkezett pravoszláv szerbek betelepülésével.
1698-ban „Szmolyanovczi” néven 2 portával szerepel a török uralom alól felszabadított szlavóniai települések összeírásában. 1762-ben 9 ház állt a településen. Az első katonai felmérés térképén „Dorf Szmolianovacz” néven látható. Lipszky János 1808-ban Budán kiadott repertóriumában „Szmolyanovczi” néven szerepel. Nagy Lajos 1829-ben kiadott művében „Szmolyanovczi” néven 7 házzal és 57 ortodox vallású lakossal találjuk.
1857-ben 61, 1910-ben 101 lakosa volt. 1910-ben a népszámlálás adatai szerint lakosságának 97%-a szerb, 3%-a horvát anyanyelvű volt. Pozsega vármegye Pozsegai járásának része volt. Az első világháború után 1918-ban az új szerb-horvát-szlovén állam, majd később (1929-ben) Jugoszlávia része lett. 1991-ben lakosságának 96%-a szerb nemzetiségű volt. 2011-ben 3 lakosa volt.

## Lakossága
| Lakosság változása | Lakosság változása | Lakosság változása | Lakosság változása | Lakosság változása | Lakosság változása | Lakosság változása | Lakosság változása | Lakosság változása | Lakosság változása | Lakosság változása | Lakosság változása | Lakosság változása | Lakosság változása | Lakosság változása | Lakosság változása |
| ------------------ | ------------------ | ------------------ | ------------------ | ------------------ | ------------------ | ------------------ | ------------------ | ------------------ | ------------------ | ------------------ | ------------------ | ------------------ | ------------------ | ------------------ | ------------------ |
| 1857               | 1869               | 1880               | 1890               | 1900               | 1910               | 1921               | 1931               | 1948               | 1953               | 1961               | 1971               | 1981               | 1991               | 2001               | 2011               |
| 61                 | 71                 | 60                 | 73                 | 97                 | 101                | 81                 | 102                | 82                 | 87                 | 74                 | 53                 | 34                 | 26                 | 5                  | 3                  |